# Гозал, Йотье
Йоханнес Эдуард Виллем (Йотье) Гозал (нидерл. Johannes Edouard Willem (Jootje) Gozal; 16 марта 1936, Понтианак, Голландская Ост-Индия — 30 апреля 2020, Тондано) — индонезийский легкоатлет, выступавший в беге на короткие дистанции. Участник летних Олимпийских игр 1956 и 1960 годов.

## Биография
Йотье Гозал родился 16 марта 1936 года в городе Понтианак в Нидерландской Ост-Индии (сейчас Индонезия).
В 1956 году вошёл в состав сборной Индонезии на летних Олимпийских играх в Мельбурне. В беге на 100 метров занял в забеге 1/8 финала 5-е место, показав результат 11,09 секунды, уступив 0,19 секунды попавшему в четвертьфинал со 2-го места Борису Токареву из СССР.
В 1960 году вошёл в состав сборной Индонезии на летних Олимпийских играх в Риме. В беге на 100 метров занял в забеге 1/8 финала 4-е место, показав результат 10,9 секунды, уступив 0,2 секунды попавшему в четвертьфинал с 3-го места Клоду Пикемалю из Франции.
Умер 30 апреля 2020 года в индонезийском городе Тондано.

## Личный рекорд
- Бег на 100 метров — 10,4 (1962)[3]